# Bundesstaaten Malaysias

Verwaltungsgliederung Malaysias

Das südostasiatische Malaysia ist ein Bundesstaat, der sich aus 13 Staaten (negeri) und drei Bundesterritorien (wilayah persekutuan) zusammensetzt.

## Geographie
Der westmalaysische Landesteil, der auf der Malaiischen Halbinsel und vorgelagerten Inseln liegt, besteht aus elf Bundesstaaten und den Bundesterritorien Kuala Lumpur und Putrajaya der Föderation Malaysia (malai. Persekutuan Tanah Malaysia; gegründet 1963).
Der ostmalaysische Landesteil wird aus den auf der Insel Borneo gelegenen Bundesstaaten Sarawak und Sabah sowie dem aus einer vorgelagerten Inselgruppe bestehenden Bundesterritorium Labuan gebildet.

## Statistik
| Staat           | Lage | Hauptstadt       | Bevölkerung | Fläche in km² | Dichte | städt. Bev. in % | HDI   | Bumiputra (%) | Chinesen (%) | Inder (%) |
| --------------- | ---- | ---------------- | ----------- | ------------- | ------ | ---------------- | ----- | ------------- | ------------ | --------- |
| Selangor        |      | Shah Alam        | 4.188.876   | 7.960         | 526    | 87,6             | 0.806 | 53,5          | 30,7         | 14,6      |
| Johor           |      | Johor Bahru      | 2.740.625   | 18.987        | 144    | 65,2             | 0.773 | 57,1          | 35,4         | 6,9       |
| Sabah           |      | Kota Kinabalu    | 2.603.485   | 73.619        | 35     | 48,0             | 0.663 | 80,5          | 13,2         | 0,5       |
| Sarawak         |      | Kuching          | 2.071.506   | 124.450       | 17     | 48,1             | 0.698 | 72,9          | 26,7         | 0,2       |
| Perak           |      | Ipoh             | 2.051.236   | 21.005        | 98     | 58,7             | 0.765 | 54,7          | 32,0         | 13,0      |
| Kedah           |      | Alor Setar       | 1.649.756   | 9.425         | 175    | 39,3             | 0.757 | 76,6          | 14,9         | 7,1       |
| Kuala Lumpur    |      | (B)              | 1.379.310   | 243           | 5.676  | 100,0            | 0.810 | 43,6          | 43,5         | 11,4      |
| Penang          |      | George Town      | 1.313.449   | 1.031         | 1.274  | 80,1             | 0.791 | 42,5          | 46,5         | 10,6      |
| Kelantan        |      | Kota Bahru       | 1.313.014   | 15.024        | 87     | 34,2             | 0.730 | 95,0          | 3,8          | 0,3       |
| Pahang          |      | Kuantan          | 1.288.376   | 35.965        | 36     | 42,0             | 0.753 | 76,8          | 17,7         | 5,0       |
| Terengganu      |      | Kuala Terengganu | 898.825     | 12.955        | 69     | 48,7             | 0.749 | 96,8          | 2,8          | 0,2       |
| Negeri Sembilan |      | Seremban         | 859.924     | 6.644         | 129    | 53,4             | 0.776 | 57,9          | 25,6         | 16,0      |
| Malakka         |      | Malakka          | 635.791     | 1.652         | 385    | 67,2             | 0.782 | 63,8          | 29,1         | 6,5       |
| Perlis          |      | Kangar           | 204.450     | 795           | 257    | 34,3             | 0.755 | 85,5          | 10,3         | 1,3       |
| Labuan          |      | (B)              | 76.067      | 92            | 827    | 77,7             | 0.732 | 79,6          | 15,8         | 1,3       |
| Putrajaya       |      | (B)              | 50.000      | 46            | 1.087  | 100,0            |       | 94,8          | 1,8          | 2,7       |

(B) = Bundesterritorium

## Staatsform

### Staatsoberhaupt
Neun der 13 Bundesstaaten sind konstitutionelle Monarchien, die auch als malaiische Staaten bezeichnet werden. Dazu gehören die sieben Sultanate Johor, Kedah, Kelantan, Pahang, Perak, Selangor und Terengganu. In Perlis trägt der Monarch den Titel Raja. Im Gegensatz zu den vorgenannten acht Staaten, die Erbmonarchien sind, wird in Negeri Sembilan das Staatsoberhaupt, der Yamtuan Besar, von lokalen Herrschern gewählt.
Die vier aus ehemaligen britischen Kronkolonien hervorgegangenen Bundesstaaten Malakka, Penang, Sabah und Sarawak haben jeweils einen von der Zentralregierung ernannten Gouverneur, den Yang di-Pertua Negeri, als repräsentatives Staatsoberhaupt.

### Exekutive
An der Spitze der Regierungen der 13 Bundesstaaten steht ein vom jeweiligen Sultan beziehungsweise Gouverneur entsprechend den Mehrheitsverhältnissen im Parlament ernannter Ministerpräsident (Westminster-System). Seine Bezeichnung in den neun Monarchien ist Menteri Besar, diejenigen in den vier Bundesstaaten ohne Herrscherfamilie Chief Minister. In acht Staaten stellt die Barisan Nasional die Regierung, die fünf Staaten Kelantan, Kedah, Penang, Perak und Selangor werden nach den Wahlen 2008 von der auf Bundesebene oppositionellen Pakatan Rakyat regiert.
Die drei Bundesterritorien werden durch das Ministry of the Federal Territories der Zentralregierung verwaltet.

### Legislative
In allen Bundesstaaten gibt es ein Einkammerparlament, das für die Gesetzgebung zuständig ist. Für die Rechtsgebiete, in denen die Gliedstaaten aktiv sein können, siehe föderale Struktur Malaysias.